# Parc des Expositions (stanice metra v Paříži)
Parc des Expositions je plánovaná stanice pařížského metra na lince 17 v obci Villepinte v departementu Seine-Saint-Denis. Zprovozněna má být do roku 2028 a bude obsluhovat především výstaviště Paris-Nord Villepinte. Bude se jednat o jedinou nadzemní stanici mezi linkami 15, 16 a 17. Později (plány do roku 2040) by ji mohla využívat i linka 19 pařížského metra.